# Tangencialni pospešek
Tangenciálni pospéšek (oznaka {\displaystyle a_{t}}) je komponenta vektorja pospeška vzdolž smeri gibanja, ki povzroči, da se vektor hitrosti spremeni po velikosti, na njegovo smer pa nima vpliva. Nastopa pri pospešenem kroženju.
Tangencialni pospešek se izračuna kot produkt kotnega pospeška α in radija kroženja r:
{\displaystyle a_{t}=\alpha r\!\,.}